# 주뉴욕 일본 총영사관
주뉴욕 일본 총영사관(일본어: 在ニューヨーク日本国総領事館, 영어: Consulate-General of Japan in New York)은 일본 정부가 미국의 최대 도시인 뉴욕에 설치한 총영사관이다. 2018년 10월 1일을 기준으로, 재외공관별 체류방인수는 주로스앤젤레스 일본 총영사관(97,209명) 다음으로 제2위(83,237명)로 기록되었다. 현임 총영사는 모리 미키오이다.

## 관할 구역
주뉴욕 일본 총영사관의 관할 구역은 다음과 같다.
- 뉴욕주
- 뉴저지주
- 펜실베이니아주
- 델라웨어주
- 위스콘신주
- 코네티컷주 중 페어필드군 한정
- 푸에르토리코
- 미국령 버진아일랜드

## 소재지
- 299 Park Avenue, 18th Floor, New York, NY 10171[2]

## 같이 보기
관련 항목
- 주미국 일본 대사관
  - 주로스앤젤레스 일본 총영사관
- 미국-일본 관계

뉴욕에 설치한 다른 영사관
- 주뉴욕 대한민국 총영사관
- 주뉴욕 타이베이 경제문화판사처
- 주뉴욕 인도네시아 총영사관(영어판)
- 주뉴욕 중국 총영사관(중국어판)
- 주뉴욕 필리핀 총영사관(영어판)
- 주뉴욕 러시아 총영사관(영어판)
- 주뉴욕 홍콩 경제무역대표부